# Albert Troost
Albertus Antonius Josephus (Albert) Troost (Eindhoven, 5 maart 1924 – Geldrop, 28 maart 2010) was een Nederlands kunstschilder, glasschilder, vervaardiger van mozaïek, wandschilder en tekenaar.

## Leven en werk
Troost volgde opleidingen aan de Koninklijke School voor Kunst, Techniek en Ambacht in Den Bosch en aan de Rijksakademie van beeldende kunsten te Amsterdam; in Den Bosch was hij een leerling van Wim van de Plas en in Amsterdam van Heinrich Campendonk. Hij leerde in Amsterdam ook de kunstenares Maria Antoinette Elisabeth (Antoinette) Wentholt (1922-2009) kennen, lid van de familie Wentholt, met wie hij in 1950 trouwde en tussen 1951 en 1963 vier kinderen kreeg, onder wie Martijn Troost.
In 1948 kreeg Troost zijn eerste opdrachten als kunstenaar. Van 1951 tot 1957 was hij docent tekenen aan de Academie voor lndustriele Vormgeving in Eindhoven, in welk laatste jaar hij benoemd werd tot hoogleraar monumentale schilderkunst, aan de Jan van Eyck Academie te Maastricht. In 1965 werd hij directeur van diezelfde Maastrichtse academie.

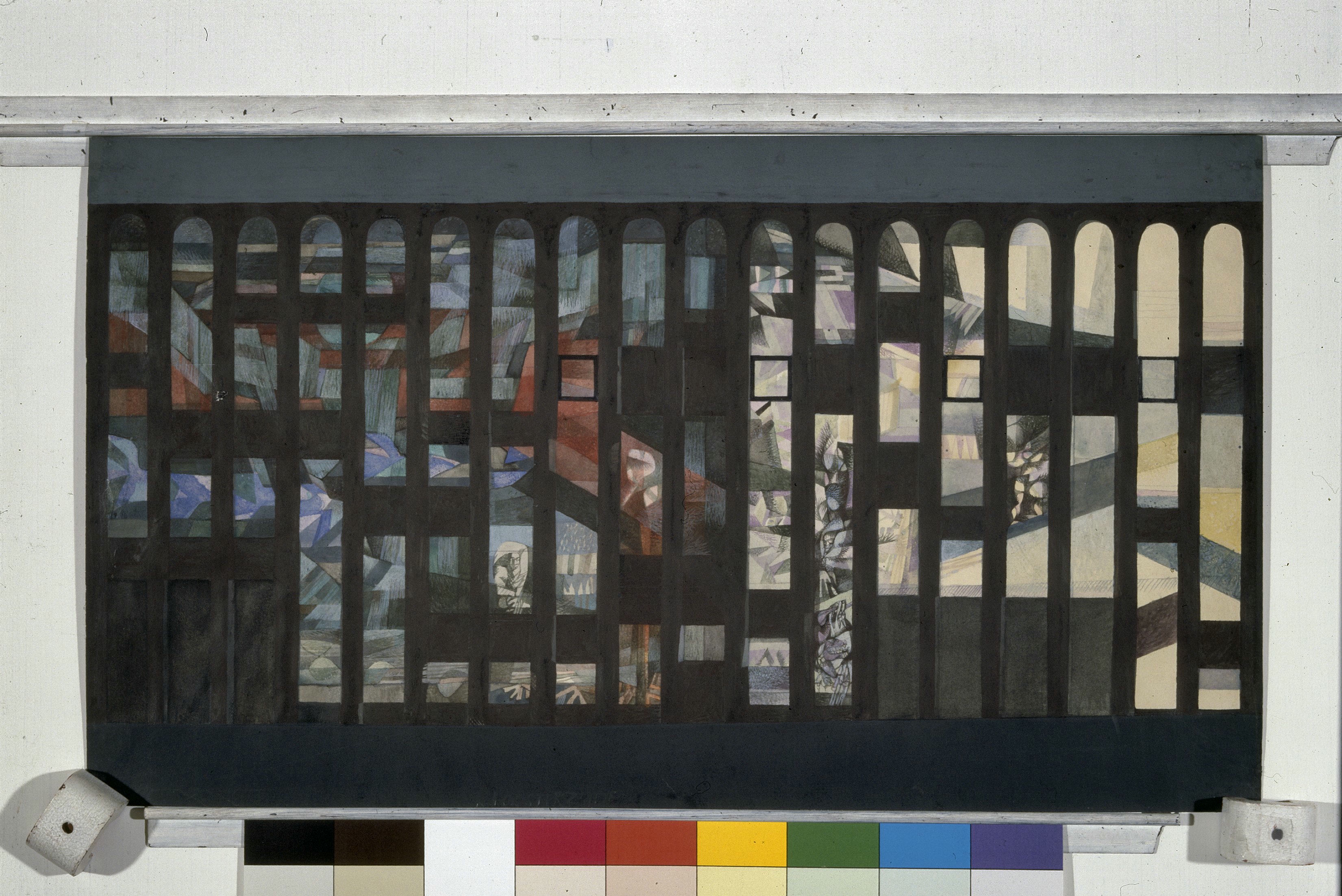
Ontwerptekening ramen kerk Malpertuis (1964)

Troost is bekend van zijn schilder- en tekenwerk, en daarnaast van zijn glas-in-loodramen. In 1949 begon hij aan een van zijn eerste opdrachten: de glas-in-loodramen en wandschilderingen in de Gerardus Majellakerk in Eindhoven. In 1964 ontwierp hij een imposante ramencyclus met als thema het scheppingsverhaal voor de voormalige kerk van Onze-Lieve-Vrouw van Goede Raad in de Maastrichtse buurt Malpertuis (thans thuisbasis van Opera Zuid). In 1991-'94 ontwierp hij enkele ramen in de Kapel van Onze-Lieve-Vrouw, Zetel der Wijsheid en het westwerk van de Sint-Servaasbasiliek. In diezelfde kerk ontwierp hij tevens het kleurenschema voor de beschildering van muren, pijlers en gewelven na de restauratie van de jaren 1980. Zijn laatste opdracht in 1996-'97 betrof opnieuw glas-in-loodramen.
In 2024 werd in verband met zijn honderdste geboortedag een overzichtstentoonstelling gepresenteerd in de voormalige parochiekerk van Malpertuis en de Sint-Servaasbasiliek, beide in Maastricht.

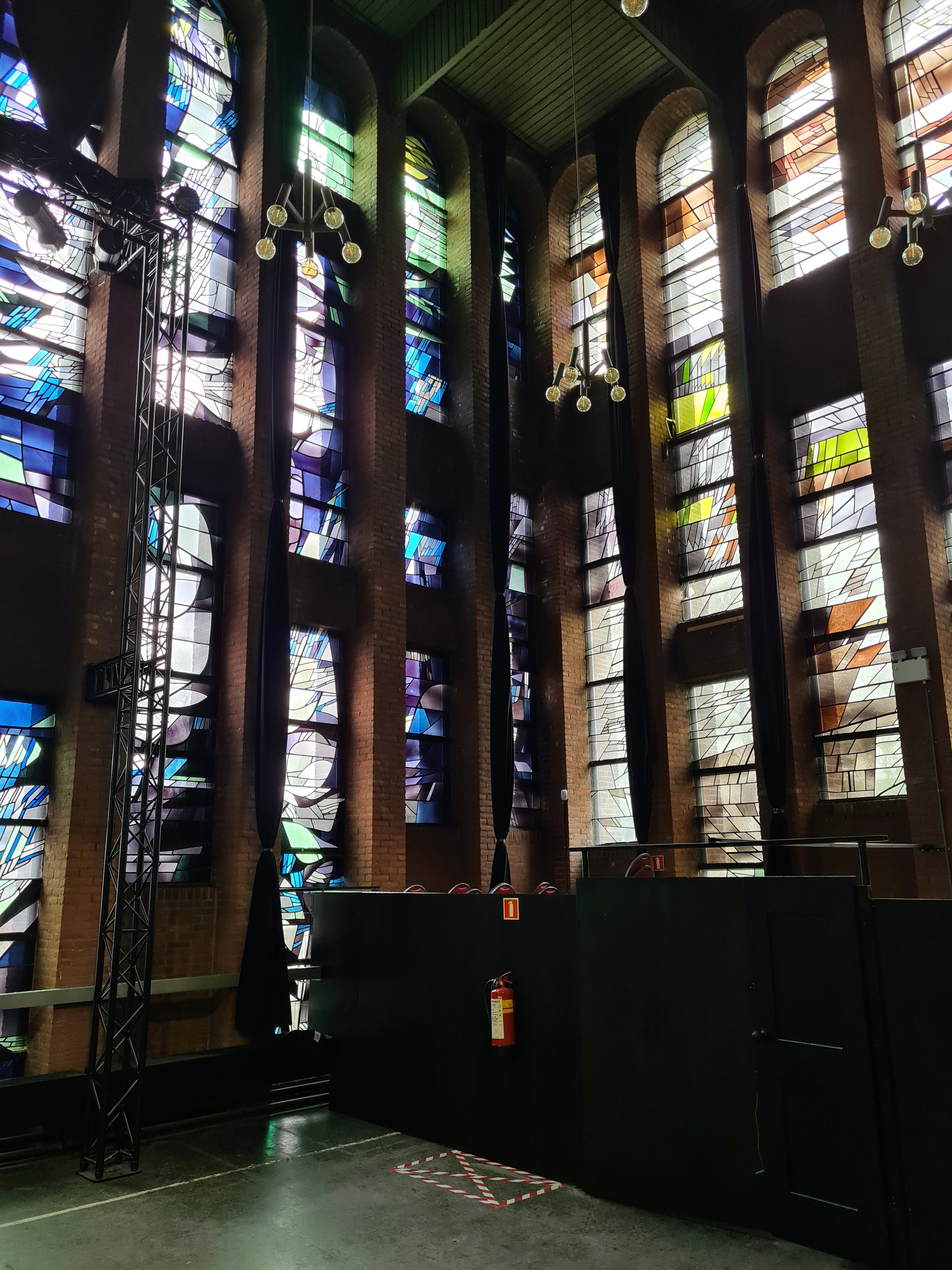
Kerkramen Malpertuis
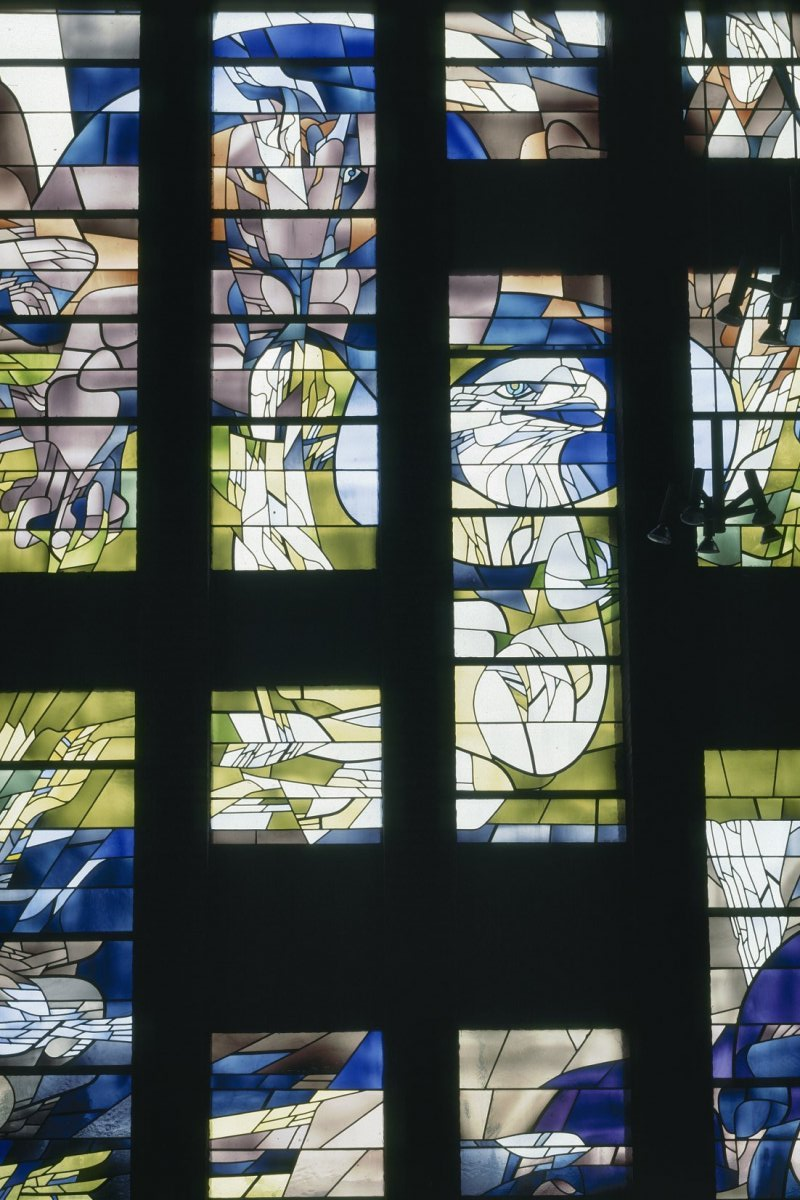
Detail kerkraam Malpertuis
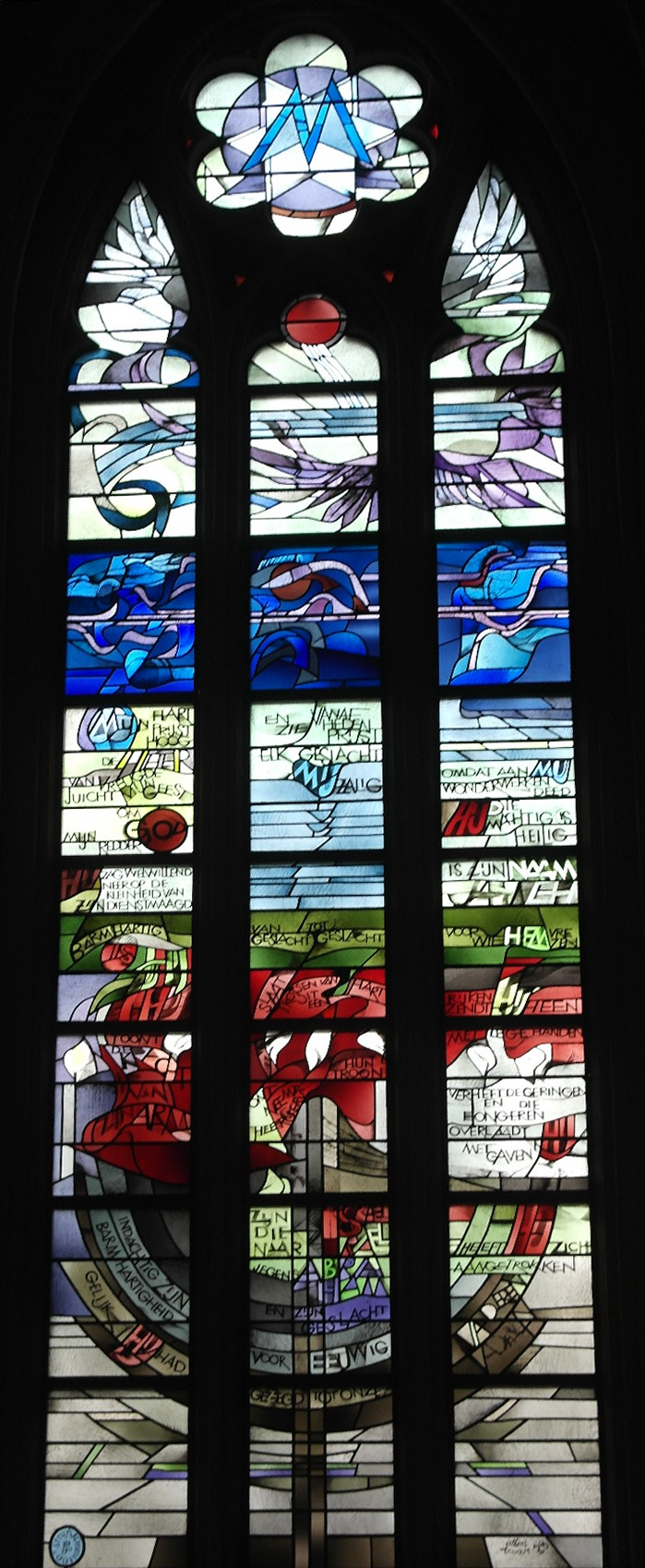
Magnificatraam Sint-Servaasbasiliek
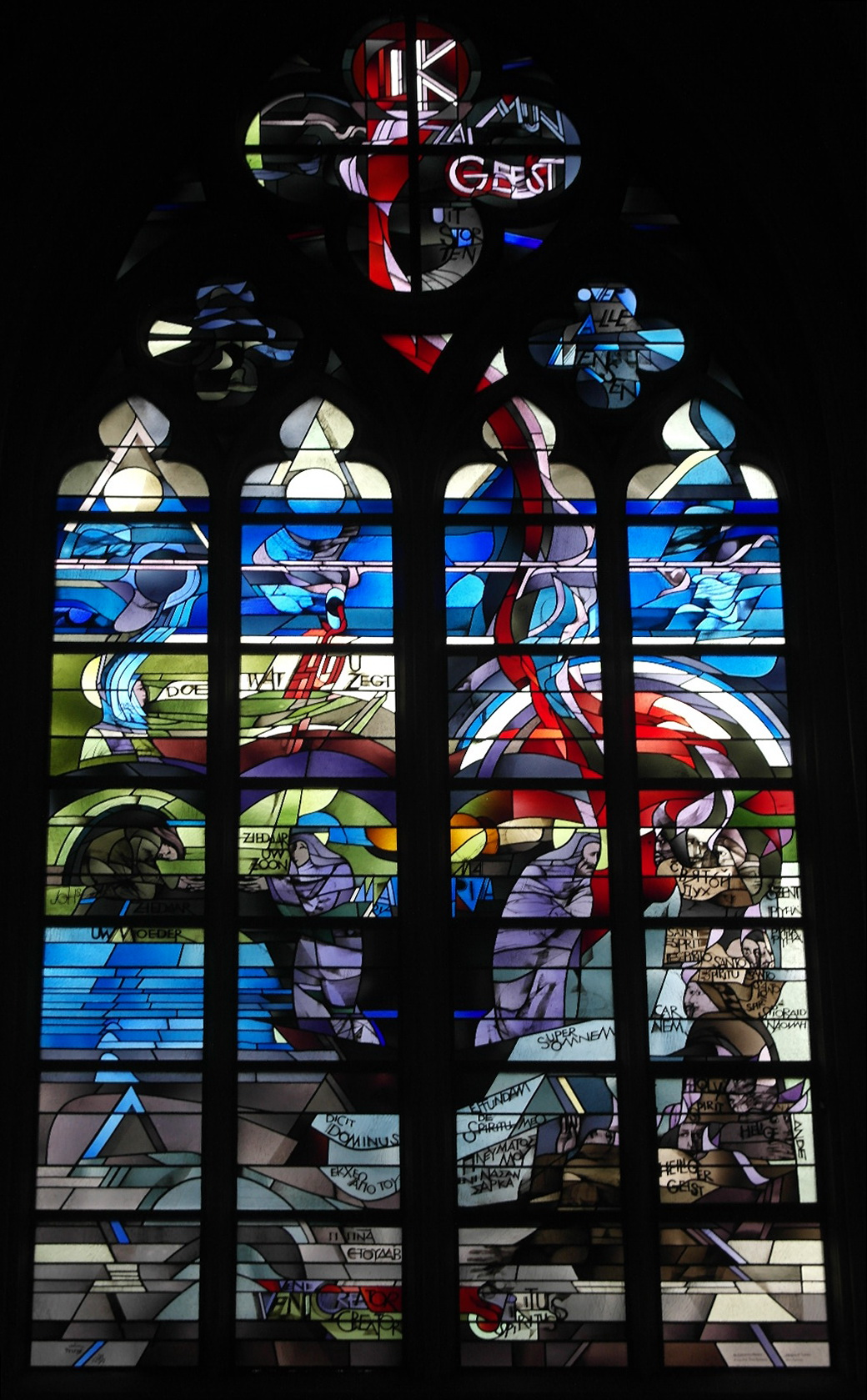
Heilige Geestraam Sint-Servaasbasiliek

- Gemeinsame Normdatei: 1036985326
- International Standard Name Identifier: 0000 0003 9109 1130
- Nederlandse Thesaurus van Auteursnamen: 242115381
- RKD-Nederlands Instituut voor Kunstgeschiedenis: 78259
- Virtual International Authority File: 284847527
- WorldCat: E39PBJpDMFhbc64k8mtX7KpHG3